# 1958年コモロでのフランス憲法国民投票
1958年9月28日、フランス連合全体で行われた国民投票の一環として、フランス領コモロでフランスの憲法制定のための国民投票が行われた。この新憲法は、受け入れられれば新しいフランス共同体の一部となり、拒否されれば独立となる。新憲法は97.33%の支持により承認された。